# Hajdú Lajos (labdarúgó)
Hajdú Lajos (Lentikápolna, 1947. november 30. –) labdarúgó, kapus, kapusedző.

## Pályafutása
A Nagykanizsai Bányász játékosa volt 1969-ig. 1969 és 1971 között a Budapest Honvéd labdarúgója volt. Az élvonalban 1969. szeptember 3-án mutatkozott be a Dunaújváros ellen, ahol csapata 3–0-s győzelmet aratott. Tagja volt az 1969-es ezüst- és az 1970-tavaszi bronzérmes csapatnak. 1971 és 1982 között a Csepel játékosa volt. Az 1982–83-as idényben a Vasas csapatában fejezte be az elsőosztályú labdarúgást. Az élvonalban összesen 164 mérkőzésen szerepelt. 1984-ben leigazolta a Kaposvári Rákóczi.
Labdarúgó pályafutása után a Citadella Night Clubot vezette és a Vasas női kézilabdacsapatának menedzsere volt.
Jelenleg Budapest XVIII. kerületében az 1908 SZAC Budapest labdarúgó csapatának kapusedzője.

## Sikerei, díjai
- Magyar bajnokság
  - 2.: 1969
  - 3.: 1970-tavasz